# Conques intercomunitàries
Les conques intercomunitàries, així com les conques internes, són agrupacions de rius, corrents i aigües subterrànies que desemboquen les seves aigües en un mateix vessant. Aquesta conca controlada per la Confederació Hidrogràfica de l'Ebre, està formada per:

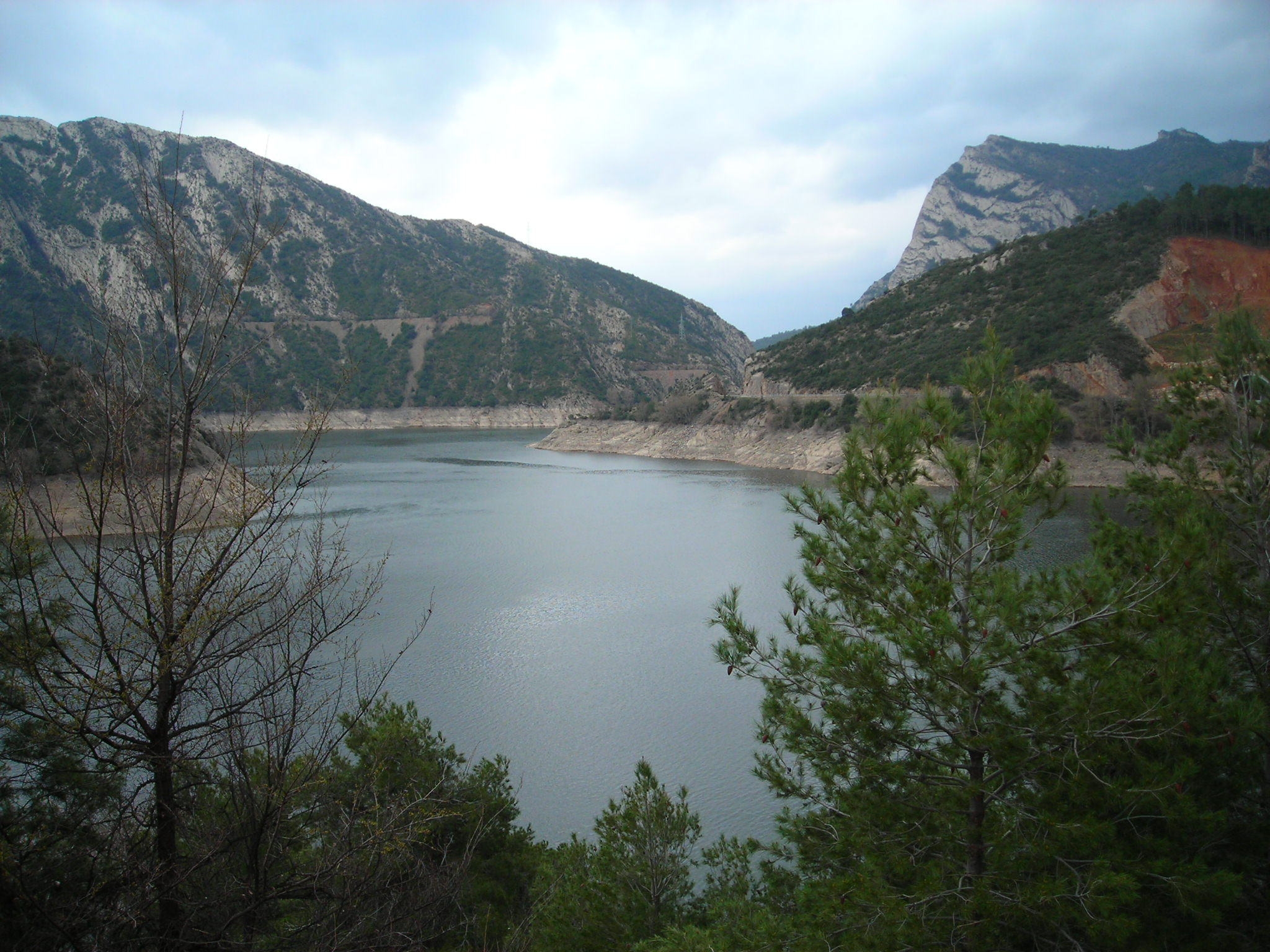
Imatge del pantà d'Oliana a l'Alt Urgell. Té una capacitat de 101 hm^3

- Conca del Garona
- Conca de l'Ebre
- La Sénia (Xúquer)

## Rius
Els rius que formen les conques intercomunitàries són els següents:
- El Garona
- La Noguera Ribagorçana
- La Noguera Pallaresa
- El Segre
- L'Ebre
- La Sénia (que forma part de la conca del riu Xúquer)